# Барлебен, Ильза
Ильза Барлебен (нем. Ilse Barleben) 22 сентября 1904, Ольденбург — 20 ноября 1974, Ремаген, Арвайлер) — немецкий историк и архивариус. С 1940 по 1968 год возглавляла архив фирмы Henkel в Дюссельдорфе.

## Биография
После окончания средней школы в Крефельде Ильза Барлебен изучала историю, экономическую историю и политологию в Кёльне, Кёнигсберге и Бонне с 1925 по 1930 год. В 1931 году она получила докторскую степень в Боннском университете под руководством профессора Франца Штайнбаха, защитив диссертацию о внутреннем развитии Клевианских городов в XVII-XVIII веках. После получения докторской степени она нашла работу в издательском книжном бизнесе (1931–1933), в городском архиве Эльбинга (1933–1934) и в частных архивах семьи Люпс, производившей ткани на Нижнем Рейне (1934–1937). В 1938 году она стала архивариусом фабрики Mannesmannrohren-Werke в Дюссельдорфе, а в 1940 году взяла на себя разработку и управление архивами компании Henkel. Она работала там до выхода на пенсию в 1968 году.

## Работы учёного
- Geschichte der Familie Lüps. Der genealogische Teil unter Mitwirkung von Wilhelm de Joncheere. 2 Bände. E. Lüps, Düsseldorf 1937, . — London: Smith, Elder & Co.. (нем.)
- Mülheim an der Ruhr. Beiträge zu seiner Geschichte von der Erhebung der Stadt bis zu den Gründerjahren. [Stadtverwaltung], Mülheim a. d. Ruhr 1959, . — London: Smith, Elder & Co.. (нем.)
- Die Woestes vom Woestenhof im Kirchspiel Lüdenscheid. Ein Beitrag zur Familien- und Wirtschaftsgeschichte des märkischen Sauerlandes (= Altenaer Beiträge. Band 6). 2 Bände. Verlag Der Märker, Altena 1971, . — London: Smith, Elder & Co.. (нем.)